# جيمس إتش هايسلوب
جيمس إتش هايسلوب (بالإنجليزية: James H. Hyslop)‏ هو أستاذ جامعي وعالم نفس وكاتب أمريكي، ولد في 18 أغسطس 1854 في زينيا في الولايات المتحدة، وتوفي في 17 يونيو 1920 في Upper Montclair, New Jersey ‏ في الولايات المتحدة.